# Albini (cognome)
Albini è un cognome di lingua italiana.

## Varianti
Albigni, Albinati, Albinelli, Albinetti, Albino, Albinoni, Albinuzzi, Albizzi, Degli Albizzi.

## Origine e diffusione
Cognome tipicamente settentrionale, è presente prevalentemente in Lombardia e Emilia.
Potrebbe derivare dal prenome Albino, dal latino albinus, diminutivo di albus, "bianco". Presenta affinità con i cognomi Alba, Albano, Alberici e Albizi e, forse, con Bianchi e Chiari.
La variante Albinoni è veneta.

## Persone
- Giacomo Albini (...–1348) – medico italiano
- Giovan Battista Albini (1812-1876) – ammiraglio italiano
- Giulia Albini (1982-2012) – pallavolista e fisioterapista italiana